# 百済王神社
百濟王神社（くだらおうじんじゃ）は、大阪府枚方市中宮西之町にある神社。旧社格は村社。百済王氏の祖霊を祭る神社である。

## 祭神
- 百濟国王
- 進雄命（江戸時代までは牛頭天王）

## 歴史
百済滅亡後、日本に残留した百済王族・善光（禅広）は朝廷から百済王（くだらのこにきし）の姓を賜り、その曾孫である百済王敬福は陸奥守に任ぜられ、749年陸奥国小田郡で黄金900両を発見して朝廷に献じた。功によって敬福は従三位宮内卿・河内守に任じられ、百済王氏の居館を難波から河内に移した。当地には氏寺として百済寺、氏神として百済王神社が造営された。その子の南典が死去した時、朝廷は百済王の祀廟を建立させた。
数度の火災により百済寺・百済王神社は次第に衰退した。後に奈良の興福寺の支配下に入り、再興が図られた。現在の本殿は、興福寺と関係が深い春日大社の本殿を移築（春日移し）したものである。

## 境内
- 本殿 - 一間社春日造、檜皮葺 文化5年（1808年）[1]。

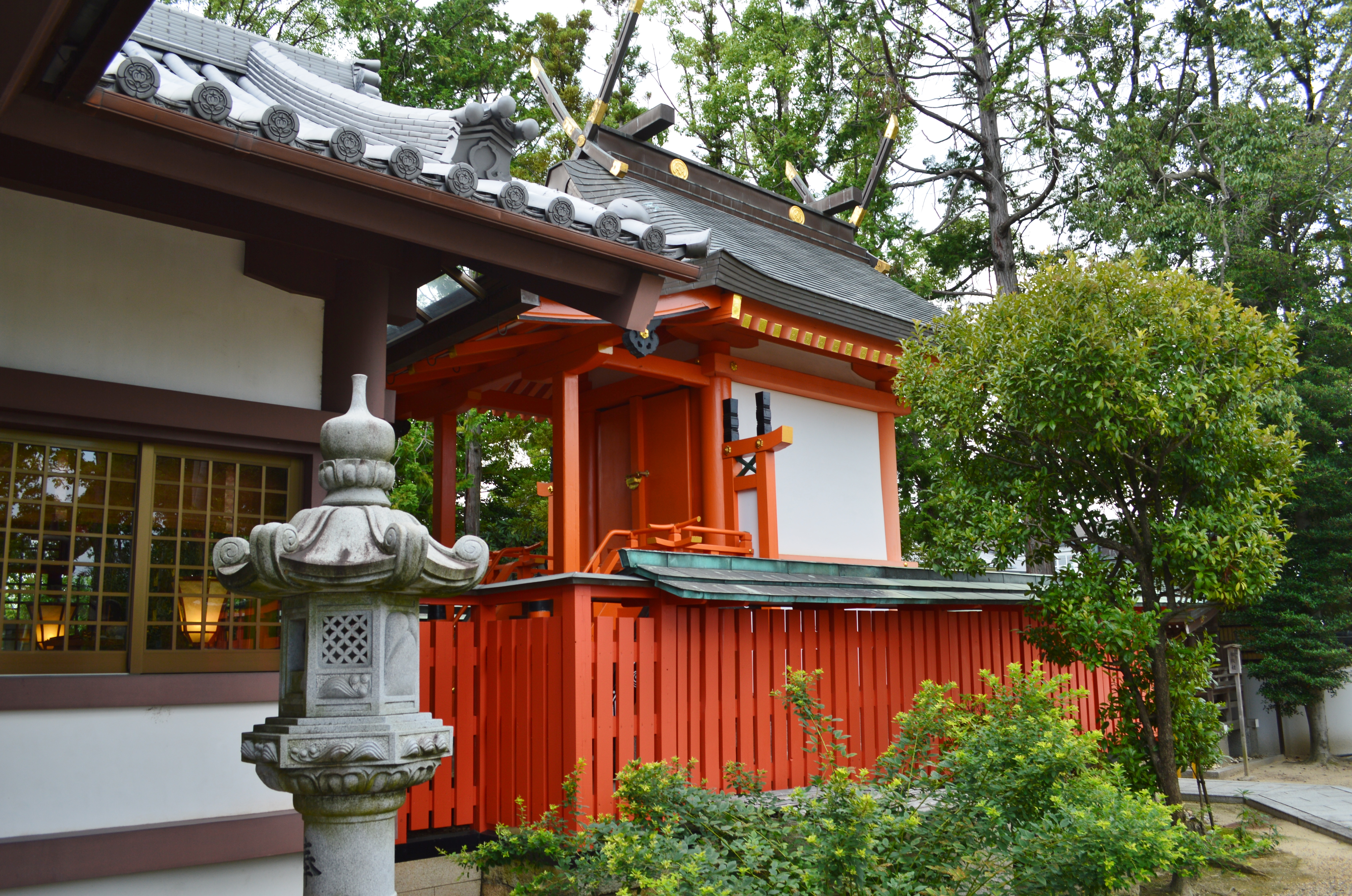
本殿
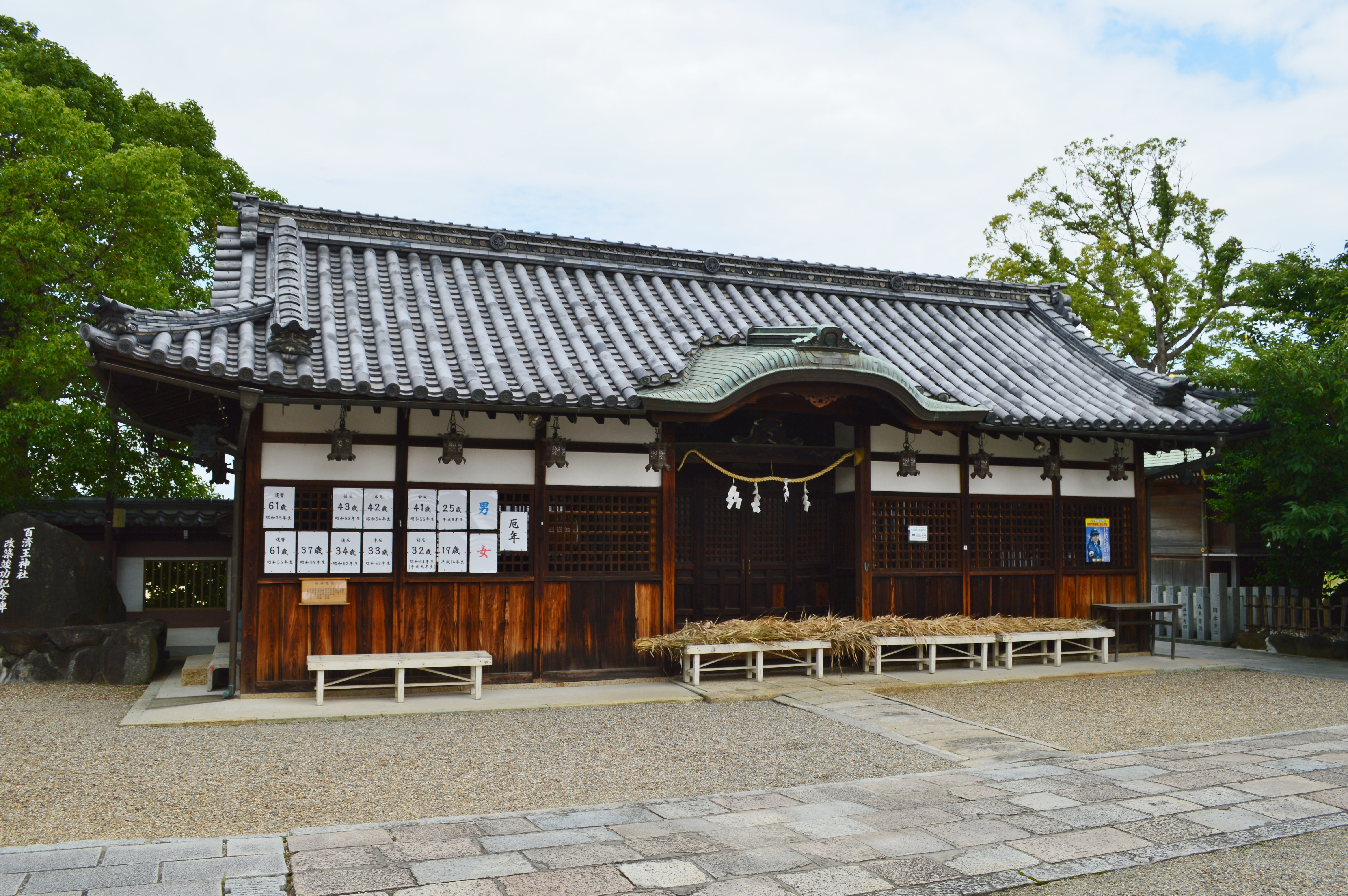
旧拝殿
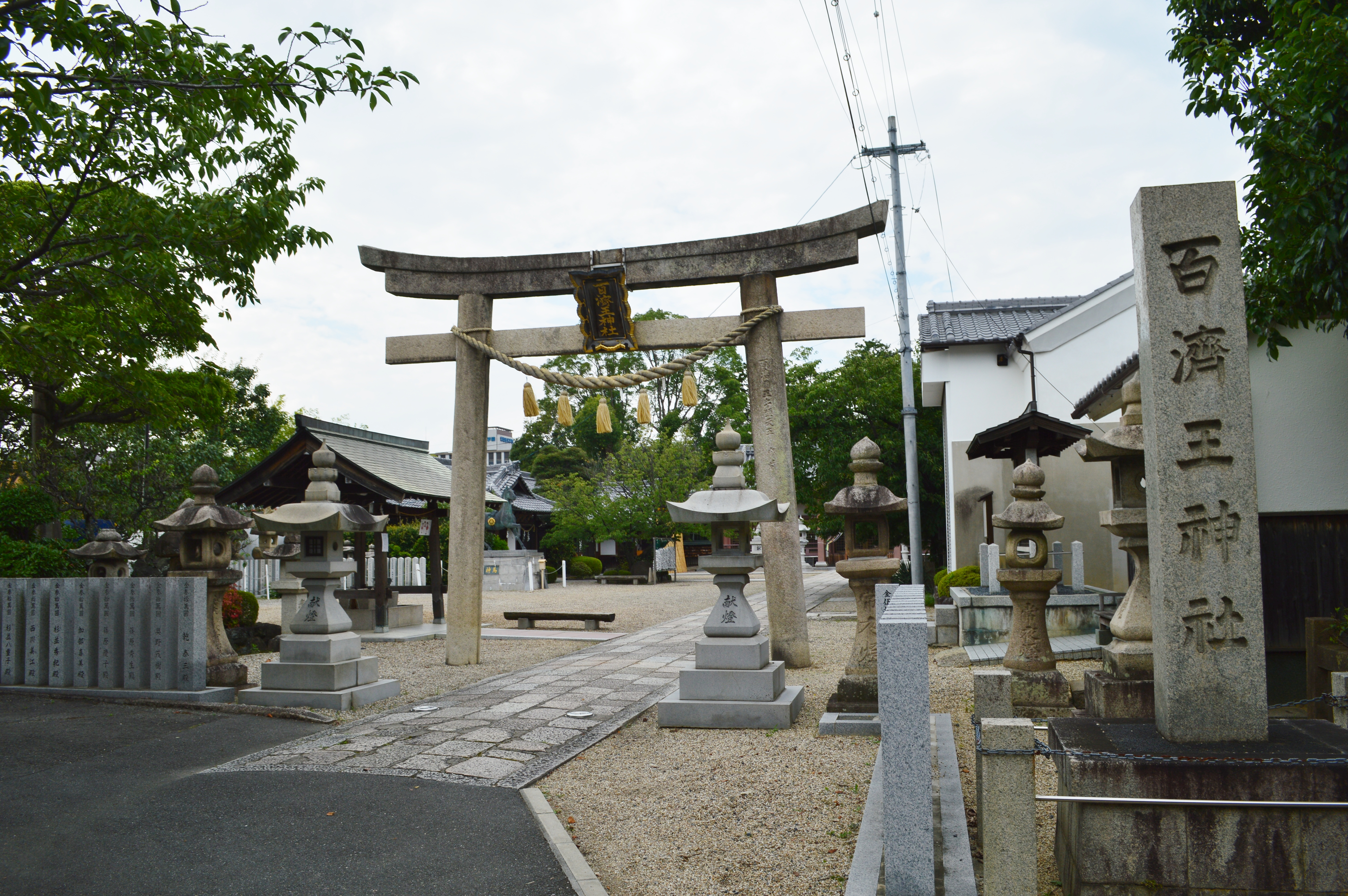
鳥居
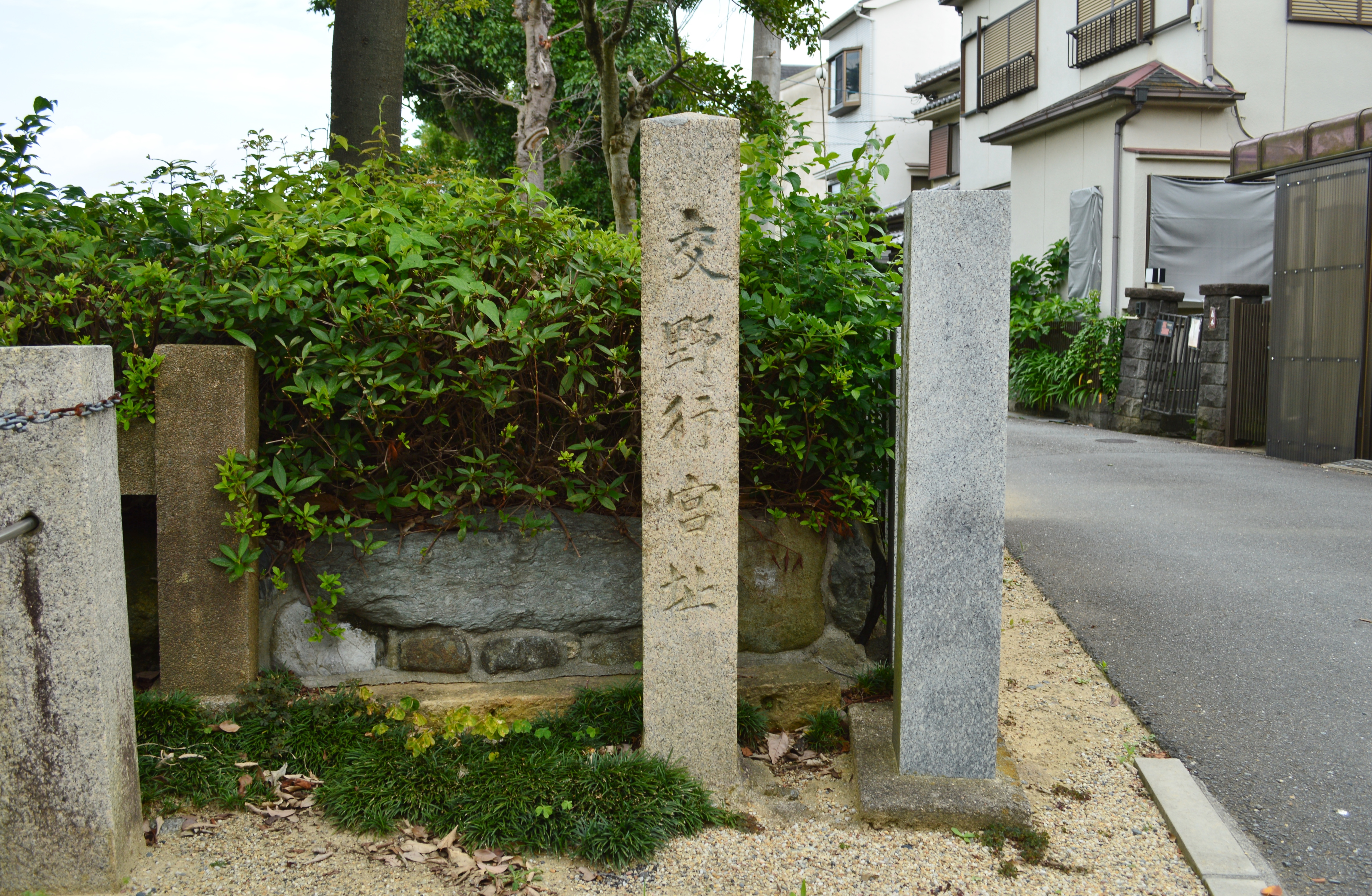
交野行宮跡碑

## 現地情報
所在地
- 大阪府枚方市中宮西之町1-68

交通アクセス
- 最寄駅：京阪交野線宮之阪駅下車後、徒歩約10分
- 最寄バス停：京阪本線枚方市駅より京阪バスでバス停「中宮病院前」下車後、西へ100ｍ

周辺
- 百済寺跡 - 神社に隣接しており、特別史跡に指定されている。